# Onychogomphus earnshawi
Onychogomphus earnshawi är en trollsländeart som beskrevs av Fraser 1924. Onychogomphus earnshawi ingår i släktet Onychogomphus och familjen flodtrollsländor. Inga underarter finns listade i Catalogue of Life.